# Høgild
Høgild is een plaats in de Deense regio Midden-Jutland, gemeente Herning, en telt 310 inwoners (2008).